# Diecezja Cajamarca
Diecezja Cajamarca (łac. Dioecesis Caiamarcensis) – diecezja Kościoła rzymskokatolickiego w Peru. Należy do metropolii Trujillo. Została erygowana 5 kwietnia 1908 roku przez papieża Piusa X.

## Biskupi diecezjalni
- Francesco di Paolo Grozo (1910–1928)
- Antonio Rafael Villanueva OFM (1928–1933)
- Giovanni Giuseppe Guillén y Salazar CM (1933–1937)
- Teodosio Moreno Quintana (1940–1947)
- Pablo Ramírez Taboado SSCC (1947–1960)
- Nemesio Rivera Meza (1961–1961)
- José Dammert Bellido (1962–1992)
- Ángel Francisco Simón Piorno (1995–2004)
- José Carmelo Martínez Lázaro OAR (2004–2021)
- Isaac Martínez Chuquizana MSA (od 2021)